# Сафаил
Сафаил e музикален перкусионен инструмент от групата на фрикционните метални идиофони.
Състои се от две метални пръчки и два големи метални пръстена, към които са прикрепени множество по-малки пръстенчета. Изпълнителят извлича звук от инструмента, като го тръска във въздуха или удря в рамото си.
Сафаилът е типичен за народната музика на Узбекистан и Таджикистан. Счита се, че е бил инструмент на странстващите дервиши.